# راضی (فیلم)
راضی (به هندی: Raazi) فیلمی است محصول سال ۲۰۱۸ و به کارگردانی میگنا گلزار است. در این فیلم بازیگرانی همچون آلیا بات، ویکی کائوشال، راجیت کاپور، جایدیپ اهلاوات، سانجای سوری ایفای نقش کرده‌اند.

## خلاصه داستان
در سال ۱۹۷۱ در جریان جنگ هند و پاکستان دختری بیست ساله به نام سهمت (آلیا بات) به در خواست پدرش تصمیم می‌گیرد کالج را رها کرده و برای جاسوسی هند در پاکستان و کمک به وطنش آموزش‌های لازم را ببیند. در ادامه چالش‌هایی که او در این راه با آنها مواجه می‌شود به تصویر کشیده می‌شود …